# Caprais d'Agen
Pour les articles homonymes, voir Saint Caprais et Saint-Caprais.
Caprais d’Agen ou saint Caprais, ou saint Capraise (en latin : Caprasius), né et mort à Agen, est, selon la tradition chrétienne, le premier  évêque (épiscope) d'Agen, martyrisé sous Dioclétien le 20 octobre 303 par le proconsul Dacien, deux semaines après sainte Foy. 
Caprais appartient avec Foy, Alberte, Prime et Félicien, à un groupe de martyrs agenais dont l'historicité n'est pas certaine, leurs corps, inconnus jusqu'au Ve siècle, apparaissant dans des légendes hagiographiques qui relatent des translations miraculeuses de reliques.
Saint chrétien, il est fêté le 20 octobre.
L’actuelle cathédrale d’Agen lui est consacrée, de même que d’autres églises ou chapelles.
Il ne faut pas le confondre avec Caprais de Lérins, un autre saint chrétien fêté le 1er juin.

## Hagiographie
S'étant retiré de sa place d'épiscope d'Aginnum (Agen) en Gaule aquitaine, Caprais serait parti vivre en ermite avant l’époque de la persécution des chrétiens lancée le 24 février 303 par l’empereur romain Dioclétien. Envoyé par Maximien, Dacien massacra les fidèles de la ville dès le 6 octobre. Caprais s’était réfugié sur le coteau de l’Ermitage qui surplombe la cité. Il fut touché par le courage de la jeune Foy, brûlée sur un lit d’airain et décapitée, vers l’âge de douze ans, après avoir comparu devant le tribunal du proconsul. 
La tradition dit qu’il « demanda à Dieu de manifester sa volonté par quelques prodiges : une colombe descendit du ciel dont il tomba une pluie sur le bûcher… Caprais frappa de sa main la roche de la caverne qui l’abritait : il en jaillit une source qui n’a jamais tari ». Le plateau de l’Ermitage, du nom des ermites dont il faisait partie, offre une certaine discrétion et possibilité d’échappatoire. Cependant, il revint dans la cité contester les actes commis envers les chrétiens avec les appuis d'Alberte, sœur de Foy, et de Prime et Félicien. Le 20 octobre, il en mourut en martyr, décapité comme les autres.

## Vénération

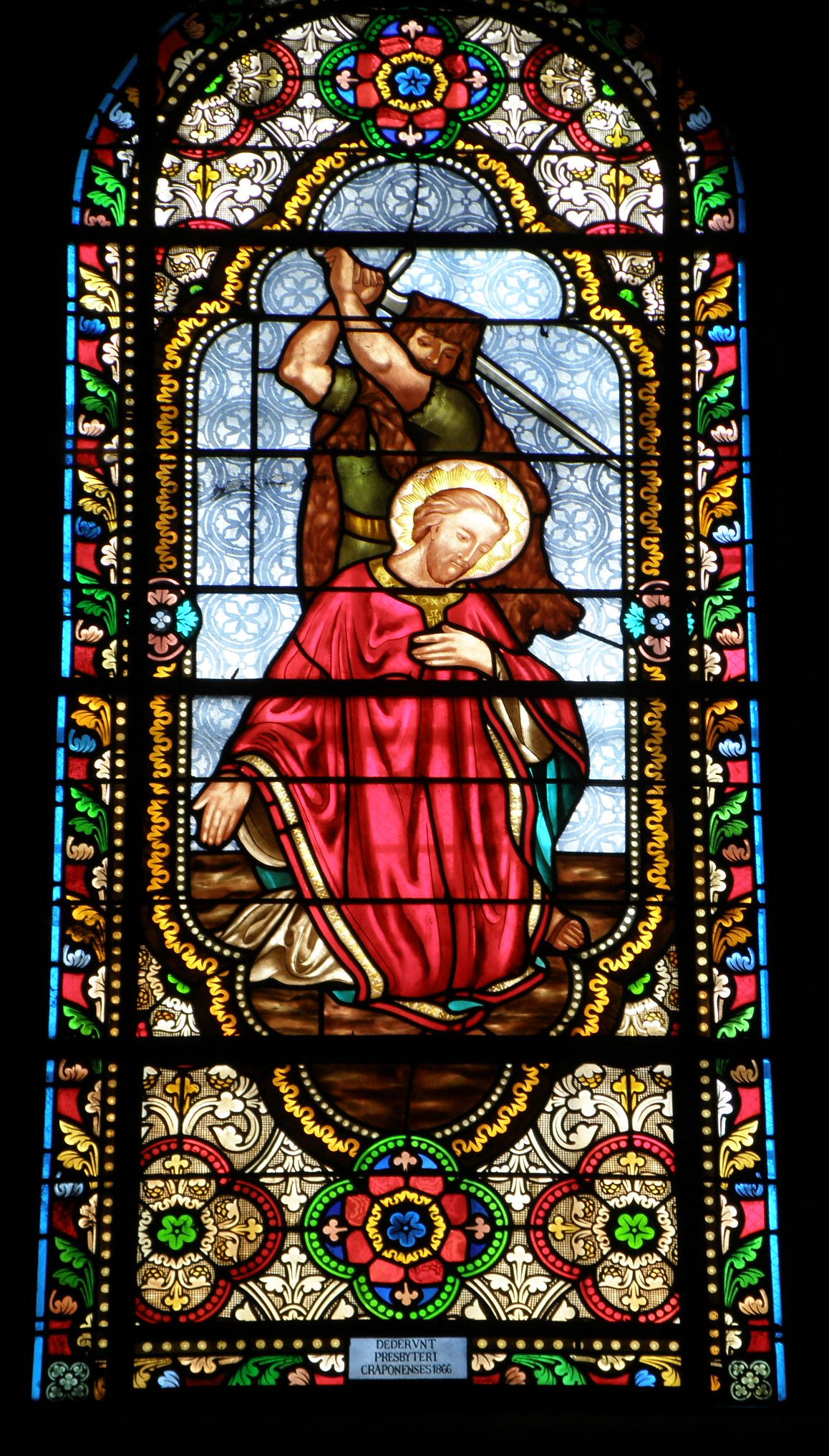
Le martyre de saint Caprais,
église Saint-Caprais, Craponne-sur-Arzon, Haute-Loire.

Au lycée professionnel L’Ermitage d’Agen, du nom du coteau qui domine la cathédrale Saint-Caprais, et l’Institution Sainte-Foy, une petite caverne abrite, selon la tradition, la source dénommée « source Saint-Caprais », toujours active. 
Au XIIe siècle, Caprais fut magnifié et déclaré évêque d’Agen, quelle que soit sa jeunesse (dans la cathédrale Saint-Caprais d'Agen, les reliques dites de saint Caprais  sont celles d’un homme très jeune). Il fut aussi déclaré martyr et est représenté avec la palme pour symbole (la palme a laissé place à la crosse généralement). Dans l’église de Saint-Jean-d'Heurs, la coexistence des deux représentations dénote une hésitation significative. On en fit quelquefois aussi un moine ou un ermite.
L'église des Manents à Confolent-Port-Dieu est dédiée à Caprais d'Agen. 